# Šóiči Nišimura
Šóiči Nišimura (30. listopad 1911 – 22. březen 1998) je bývalý japonský fotbalista.

## Reprezentace
Šóiči Nišimura odehrál 2 reprezentační utkání. S japonskou reprezentací se zúčastnil letních olympijských her 1936.

## Statistiky
| Japonsko | Japonsko | Japonsko |
| Roky     | Záp.     | Góly     |
| -------- | -------- | -------- |
| 1934     | 2        | 1        |
| Celkem   | 2        | 1        |